# Guraleus alucinans
Guraleus alucinans é uma espécie de gastrópode do gênero Guraleus, pertencente a família Mangeliidae.